# 劉如皐
劉如臯（1537年—？），字德卿，湖廣黃州府蘄州人，軍籍，明朝政治人物。

## 生平
嘉靖四十三年（1564年）甲子科湖廣鄉試第八十九名。隆慶二年（1568年）戊辰科會試第七十五名，三甲進士。曾官廣東饒平縣知縣。

## 家族
曾祖父劉鎮；祖父劉廷臣；父劉岱，母鄧氏；繼母羅氏、方氏。具庆下。弟劉如伯。